# تمرين إسوي القياس

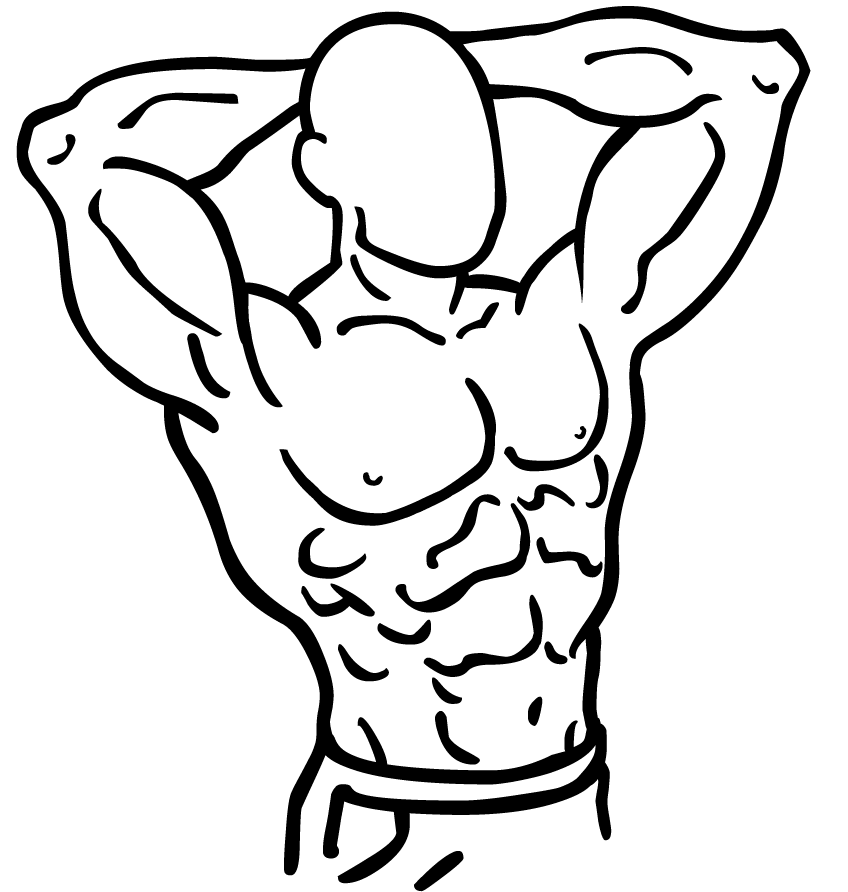

تمرين إسوي القياس (بالإنجليزية: Isometric exercise)‏ هو نوع من تمارين القوة حيث أن زاوية المفصل وطول العضلة لا يتغيران أثناء التقلص (مقارنة بالتقلص المتراكز والتقلص البعيد عن المركز). يجرى التمرين إسوي القياس بوضع ساكن وليس بوضع متحرك ضمن نطاق الحركة.

## الاستخدامات الطبية
يستخدم التمرين إسوي القياس للتمييز بين مختلف النفخات القلبية، فنفخة قلس التاجي صوتها أعلى إذا ما قورنت بنفخة تضيق الصمام الأبهري ذات الصوت المنخفض.